# А-15
А-15 — рекордный цельнометаллический одноместный планёр, разработанный в КБ Антонова. Планер на протяжении многих лет эксплуатировался в планерных клубах в СССР и за рубежом. Планер строился серийно.
На этом планёре установлено более 20 всесоюзных и мировых рекордов. А-15 последний планер разработанный в КБ Антонова. В 1983 году Почта СССР выпустила почтовую марку с изображением планёра А-15. 

## Технические характеристики
- Размах крыла, м — 18,0
- Длина, м — 7,20
- Высота, м — 1,96
- Площадь крыла, м² — 12,30
- Масса, кг: пустого — 310, полётная — 390
- Наибольшее аэродинамическое качество — 40
- Наименьшая скорость снижения, м/с — 0,69
- Минимальная скорость снижения с закрылками, м/с — 0,75
- Посадочная скорость, км/ч — 70
- Экипаж, чел — 1

## Техническое описание

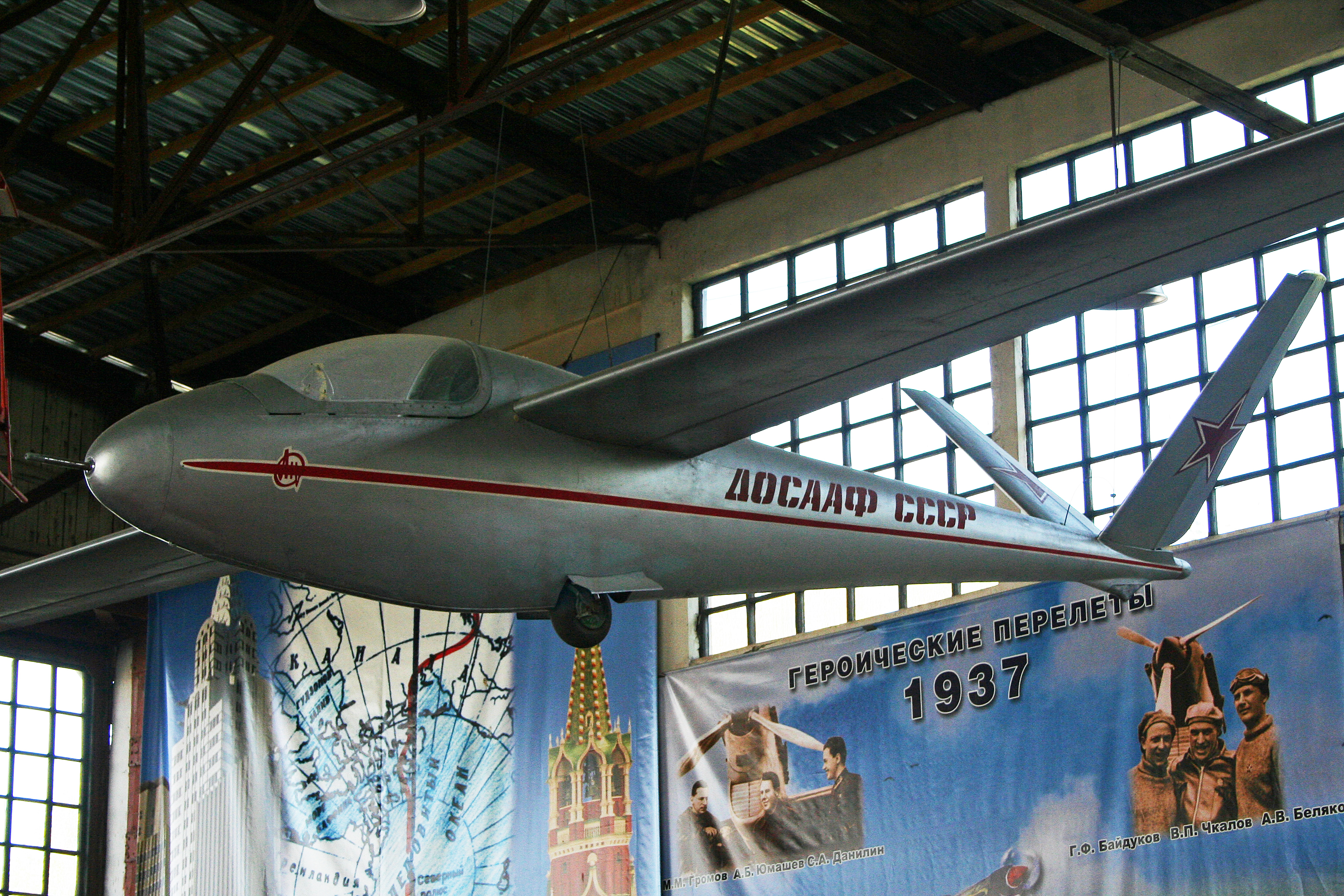
Ан-15Т в Центральном музее ВВС РФ в Монино

Планер представляет собой цельнометаллический моноплан со свободнонесущим крылом,  V-образным оперением под углом 45 градусов. Шасси одноколёсное, убирается. А-15 относится к открытому классу планеров.
- Фюзеляж - полумонокок состоит из 19 шпангоутов, металлической обшивки и посадочной лыжи. Каркас фонаря и кабины выполнены из труб и вписаны в контур фюзеляжа. Под фюзеляжем находится ниша шасси, после уборки колеса ниша закрывается створками. В хвостовой части крепится костыль, состоящий из костыльной пятки и амортизатора. В носовой части закреплён буксирный замок, а в самом носке фюзеляжа приёмник указателя скорости.[2]
- Крыло - Однолонжеронное с металлической обшивкой, состоит из двух отъёмных частей. Механизация крыла - выдвижные щелевые закрылки, зависающие элероны и воздушные тормоза. Для предохранения от соприкосновения с землёй на концах крыла установлены стеклопластиковые обтекатели. В крыльях также размещены баки для водобаласта.[2]
- Хвостовое оперение - V-образное, состоит из двух поверхностей, установленных под углом 45 градусов к горизонтальной плоскости. Каждая поверхность разделена на неподвижную и отклоняемую. Неподвижные поверхности выполняют функции киля и стабилизатора. Отклоняемые работают как рули высоты и направления.[2]
- Шасси - колесо, полностью убирающееся в полёте. Колесо закреплено на вилке кронштейна, установленного на шпангоуте фюзеляжа. Колесо подвешено к вилке на амортизаторе.[2]
- Управление - воздушные тормоза управляются рукояткой, расположенной в кабине слева. Управление рулями направления (влево и вправо) выполняется с помощью педалей, управление рулями высоты (вверх, вниз) ручкой управления. Уборка и выпуск шасси осуществляется механически рычагом, расположенным в кабине справа.[2]

Оснащён аккумуляторной батареей, радиостанцией, кислородным баллоном с манометром. Из приборов имеются магнитный компас, авиагоризонт, указатель скорости, двухстрелочный высотомер, высокочувствительный вариометр и часы.